# SA-Ehrenstreifen
De Ehrenstreifen des Alten Kämpfers in der SA (afgekort: SA-Ehrenstreifen) (vertaald: Erestrepen voor de Oude Strijders in de SA) was een nationaalsocialistische onderscheiding, die in september 1934 door Adolf Hitler werd ingesteld.

## Geschiedenis
Tussen februari en december 1934 voerde Hitler voor alle NSDAP-leden die vóór de overname van de macht tot de partij en haar afdelingen waren toegetreden, ontvingen als speciale onderscheiding het Ehrenwinkel der Alten Kämpfer.
Terwijl de Ehrenwinkel (vertaling: erechevron) in de andere nationaalsocialistische organisaties werd behouden, werd voor de Sturmabteilung (SA) in september van hetzelfde jaar het eresysteem gewijzigd. In plaats daarvan werden strepen van zilvergrijs aluminiumborduurwerk geïntroduceerd, die aan beide zijden van de mouwen van de uniformjassen werden gedragen. Aan het aantal en de breedte van deze strepen kon het jaar van het lidmaatschap van de NSDAP worden afgelezen.

## Indeling van de SA-Ehrenstreifen
- 1 januari tot 31 december 1925: 2 × 12 mm strepen en 2 × 4 mm strepen
- 1 januari tot 31 december 1926: 2 × 12 mm strepen en 1 × 4 mm strepen
- 1 januari tot 31 december 1927: 2 × 12 mm strepen
- 1 januari tot 31 december 1928: 1 × 12 mm strepen en 2 × 4 mm strepen
- 1 januari tot 31 december 1929: 1 × 12 mm strepen en 1 × 4 mm strepen
- 1 januari tot 31 december 1930: 1 × 12 mm strepen
- 1 januari tot 31 december 1931: 2 × 4 mm strepen
- 1 januari 1932 tot 30 januari 1933: 1 × 4 mm strepen

## Toekenningsvoorwaarden
Het verband werd overhandigd aan leden van de SA, die zich vóór 30 januari 1933 bij de organisatie hadden aangesloten, dat wil zeggen voordat Adolf Hitler aan de macht kwam.
Leden van de SA die na 30 januari 1933 lid werden van de SA, maar voor die datum lid werden van de NSDAP, hadden ook het recht om het verband te dragen.